# Fritz Kobel
Fritz Kobel (* 10. Mai 1896 in Schleumen, Kanton Bern, Schweiz; † 12. Februar 1981 in Wädenswil bei Zürich) war ein Schweizer Obst-, Wein-, Gemüse- und Gartenbauwissenschaftler.
Kobel studierte Botanik und promovierte 1920 an der Universität Bern mit einer Dissertation über die Biologie der auf Kleearten vorkommenden Rostpilze. 1921 trat er in den Dienst der Eidgenössischen Versuchsanstalt für Obst-, Wein- und Gartenbau in Wädenswil, der er von 1944 bis 1961 als Direktor vorstand. Als Titularprofessor hielt er an der ETH Zürich Vorlesungen über Vererbungslehre sowie über Obst-, Wein- und Gemüsebau.
Grosse Verdienste auf dem Gebiet des Obstbaus erwarb sich Kobel vor allem mit bahnbrechenden Untersuchungen über die Probleme der Befruchtung und Fruchtbildung. Sein „Lehrbuch des Obstbaus auf physiologischer Grundlage“, das in vier Sprachen übersetzt wurde, gehört zu den „klassischen“ Werken der Obstbauliteratur. Kobel war Ehrendoktor der Universität Hannover.

## Veröffentlichungen (Auswahl)
- Lehrbuch des Obstbaus auf physiologischer Grundlage. Berlin 1931; 2. Auflage ebenda 1954.
- Die Kirschensorten der deutschen Schweiz. Bern 1937.
- Obstbau und Bienenzucht. Aarau 1942.
- Vererbung und Leben. Zürich 1947.
- mit Hans Spreng: Neuzeitliche Obstbautechnik und Tafelobstverwertung. Praktisches Fachbuch für Obstproduzenten, Baumwärter, Obsthändler und Fachschulen. Buchverlag Verbandsdruckerei, Bern 1949.